# Biserica Sfântul Vasile din Strâmba-Vulcan
Biserica „Sfântul Vasile” este un monument istoric aflat pe teritoriul satului Strâmba-Vulcan; comuna Ciuperceni, județul Gorj..

## Istoric și trăsături
Ctitorită în anul 1824, în timpul domniei lui Grigore Dimitrie Ghica.

## Imagini

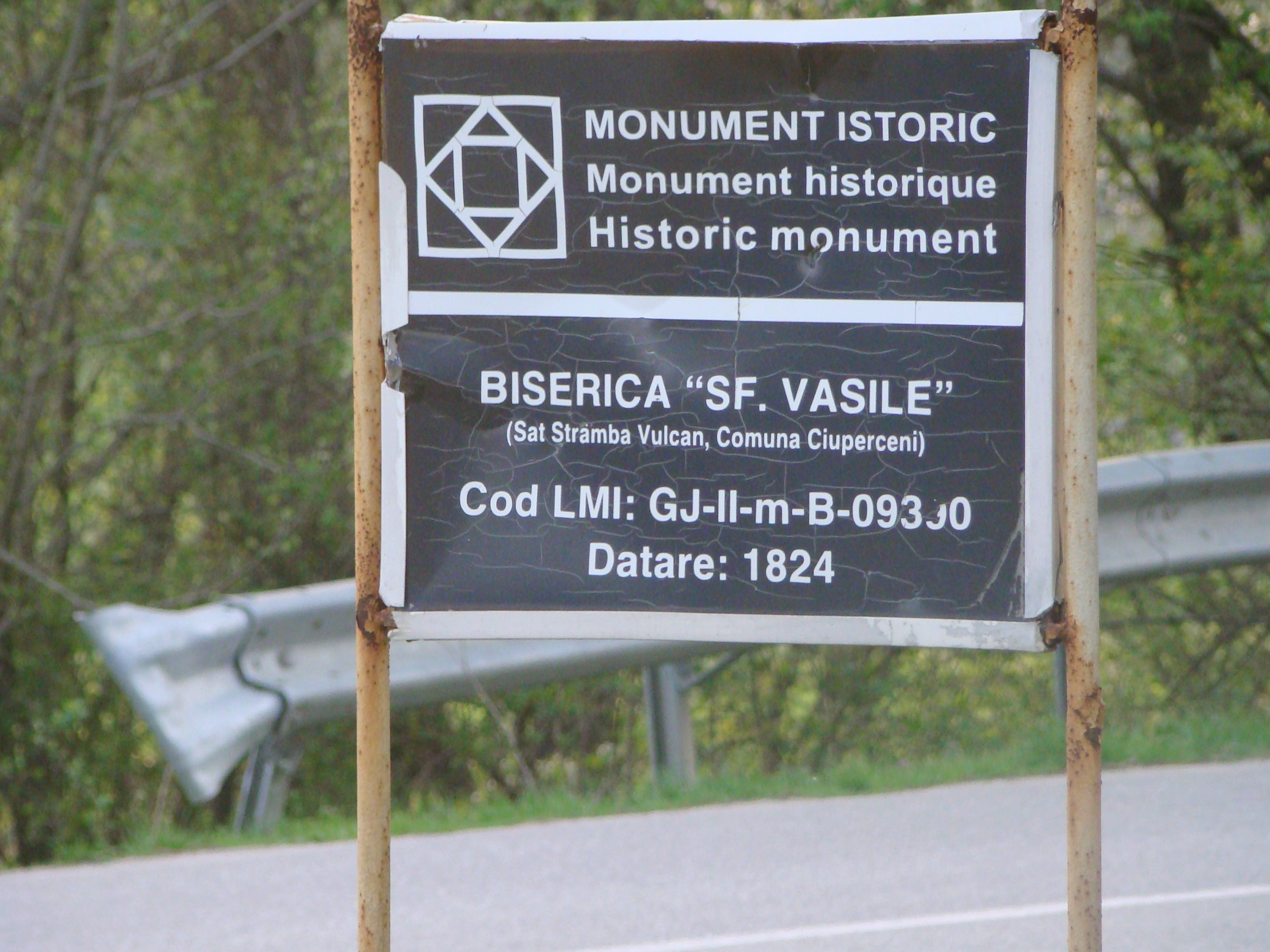
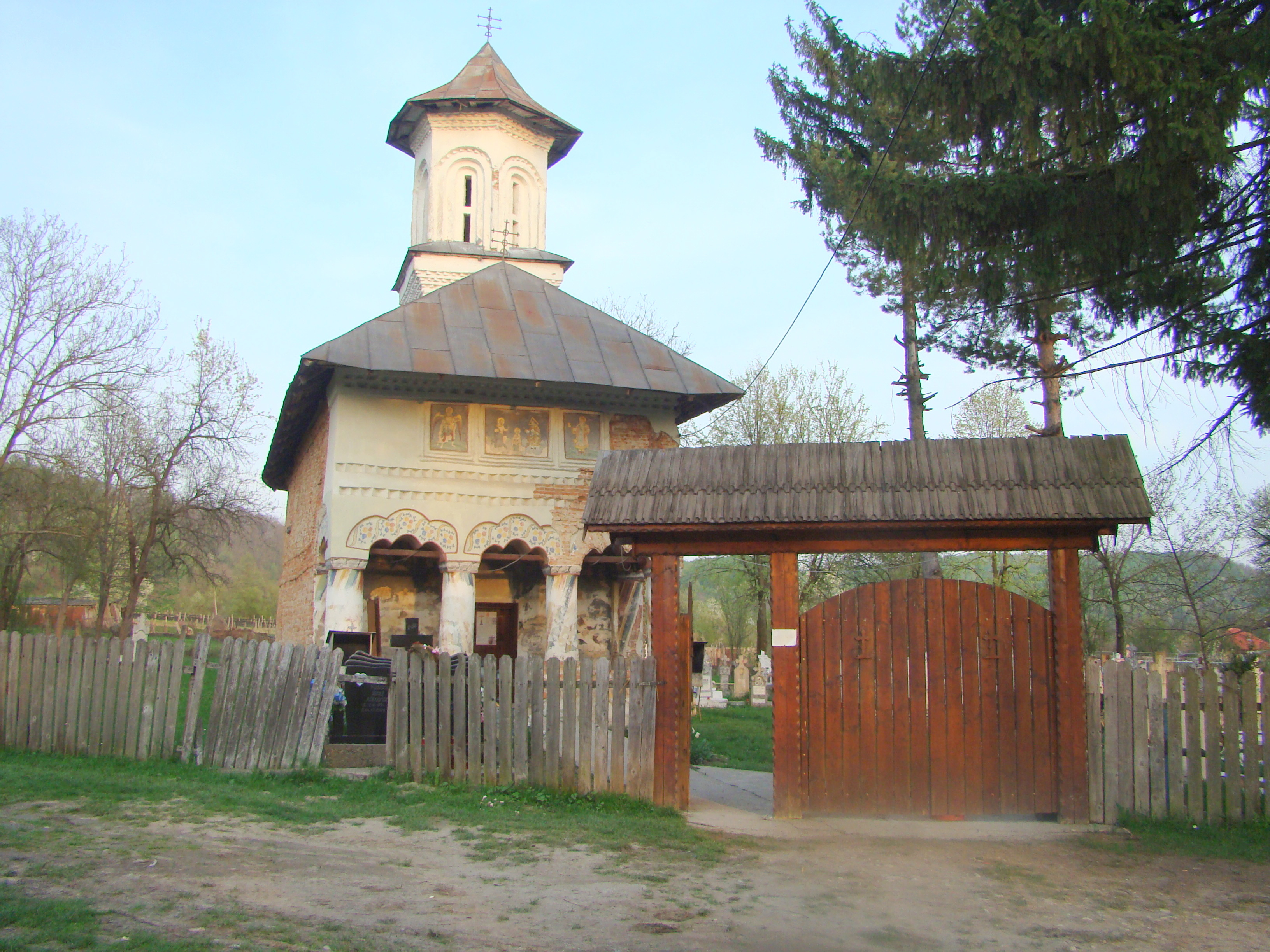
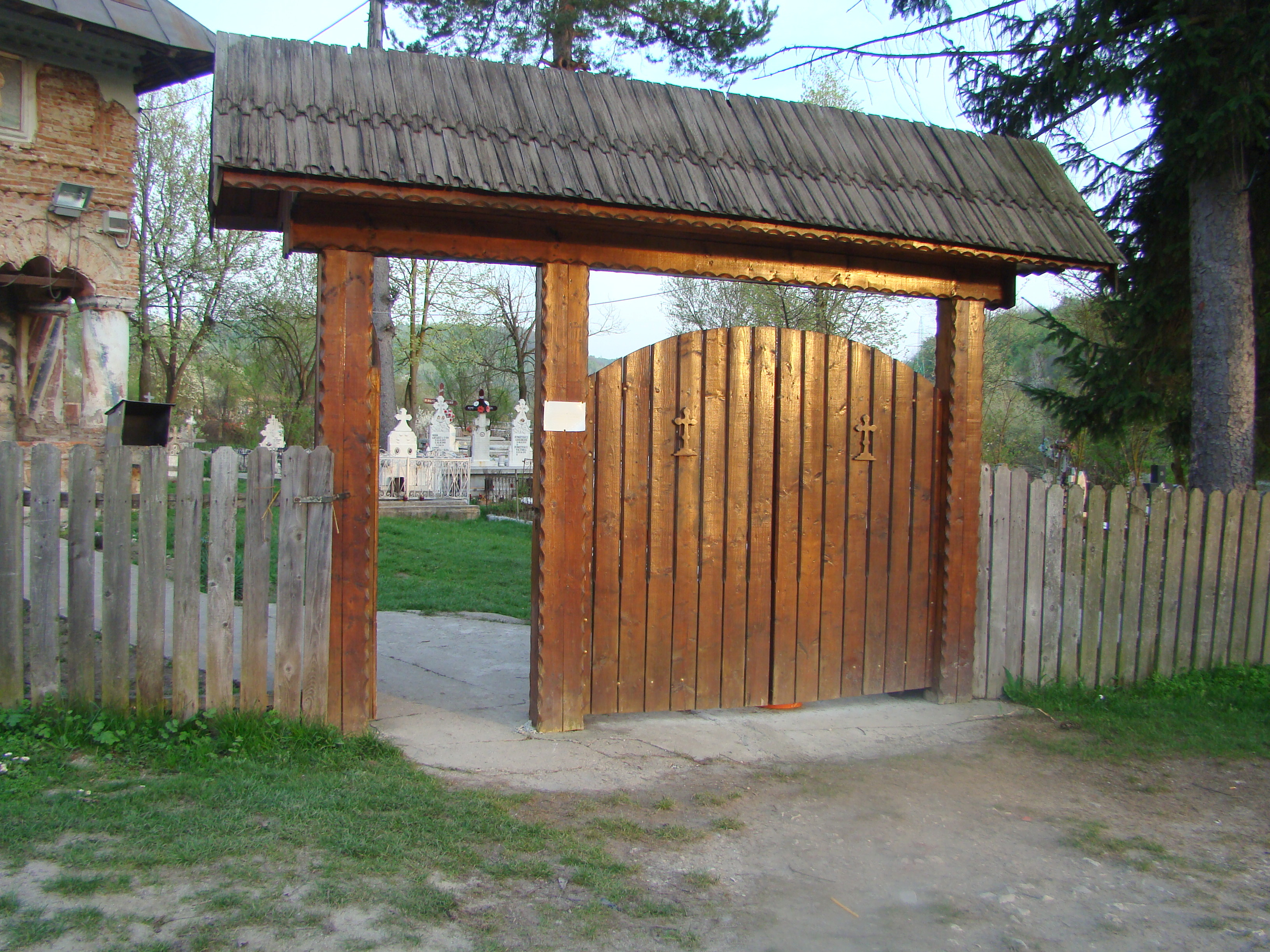
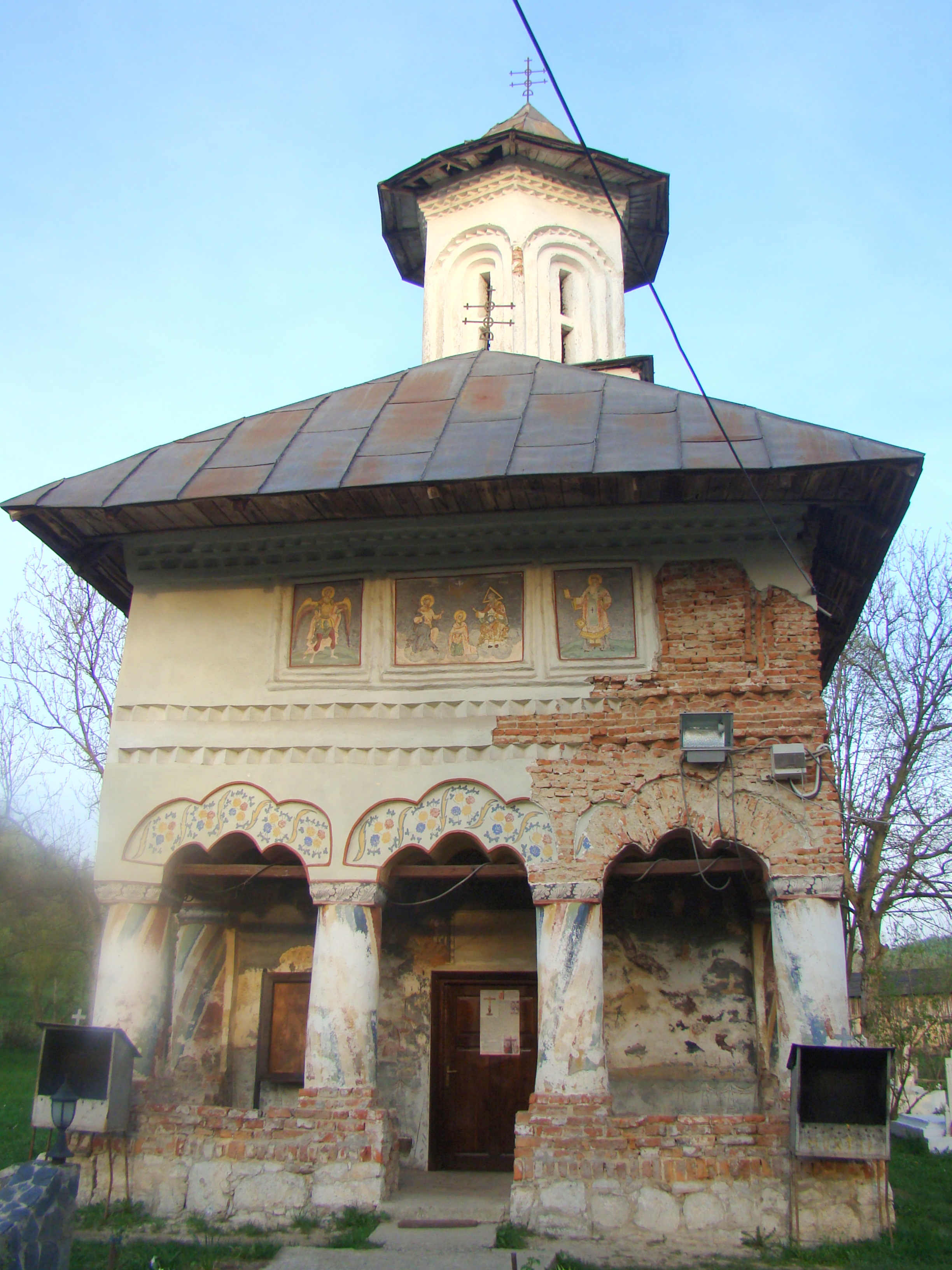
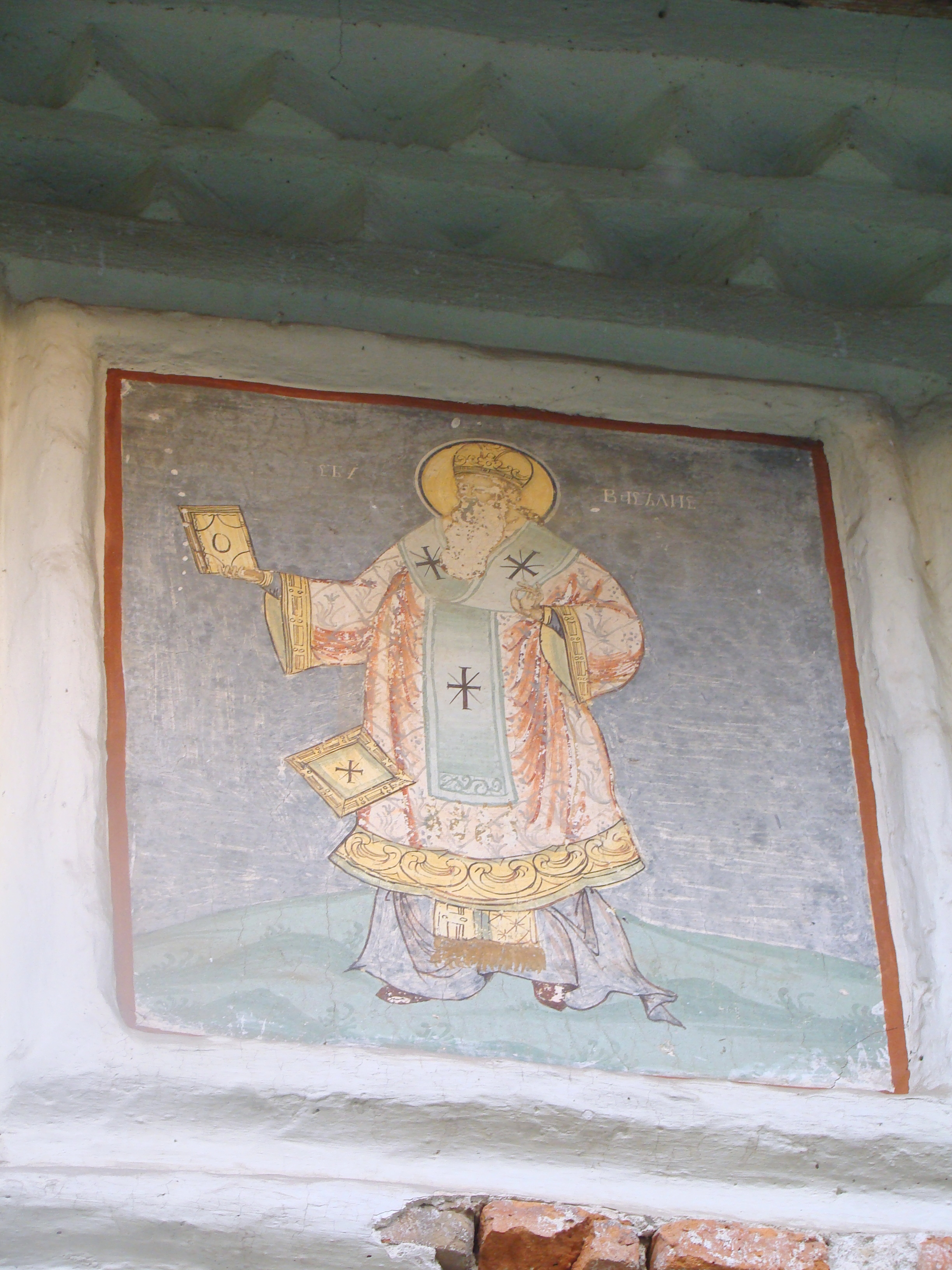
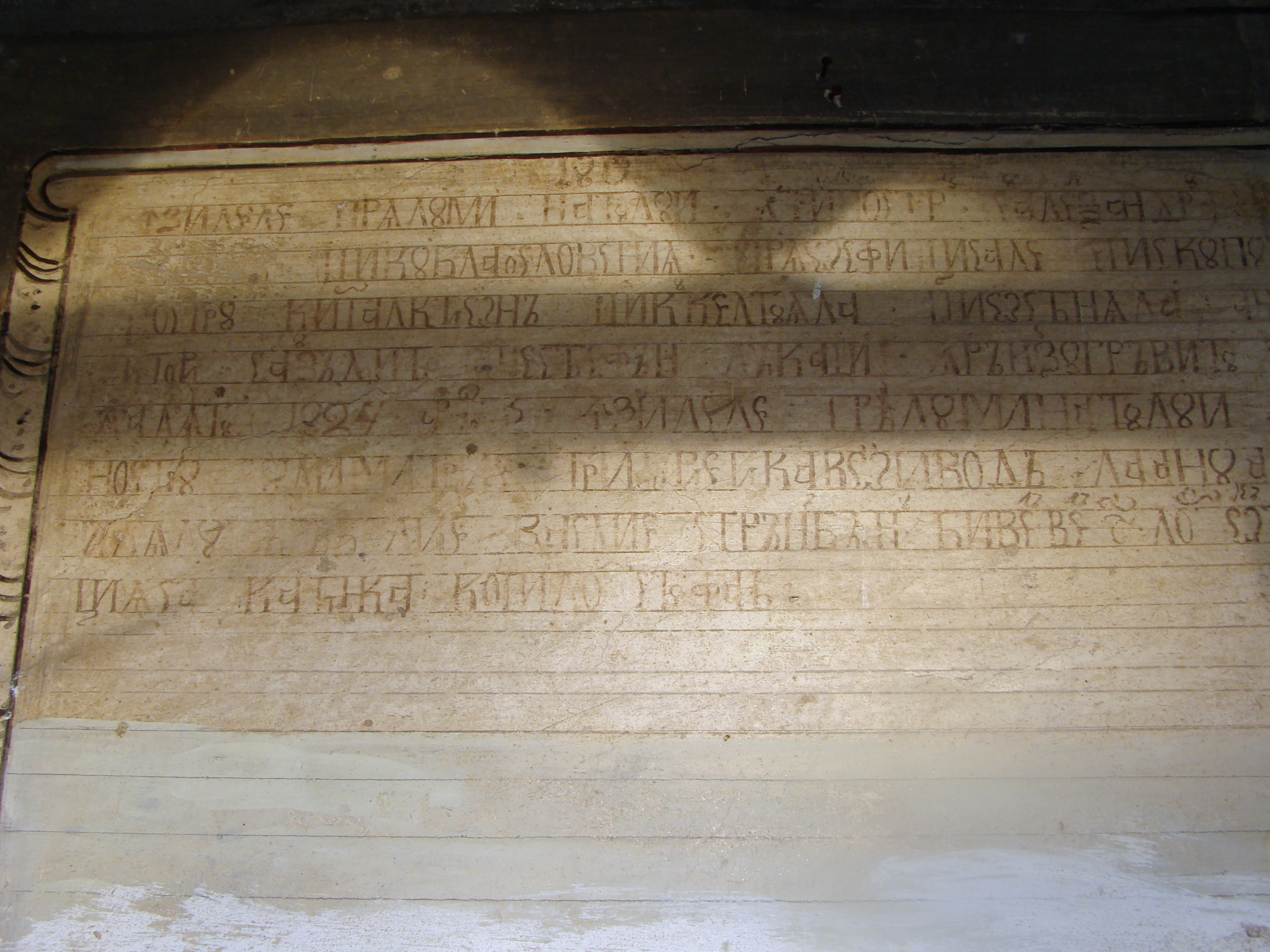
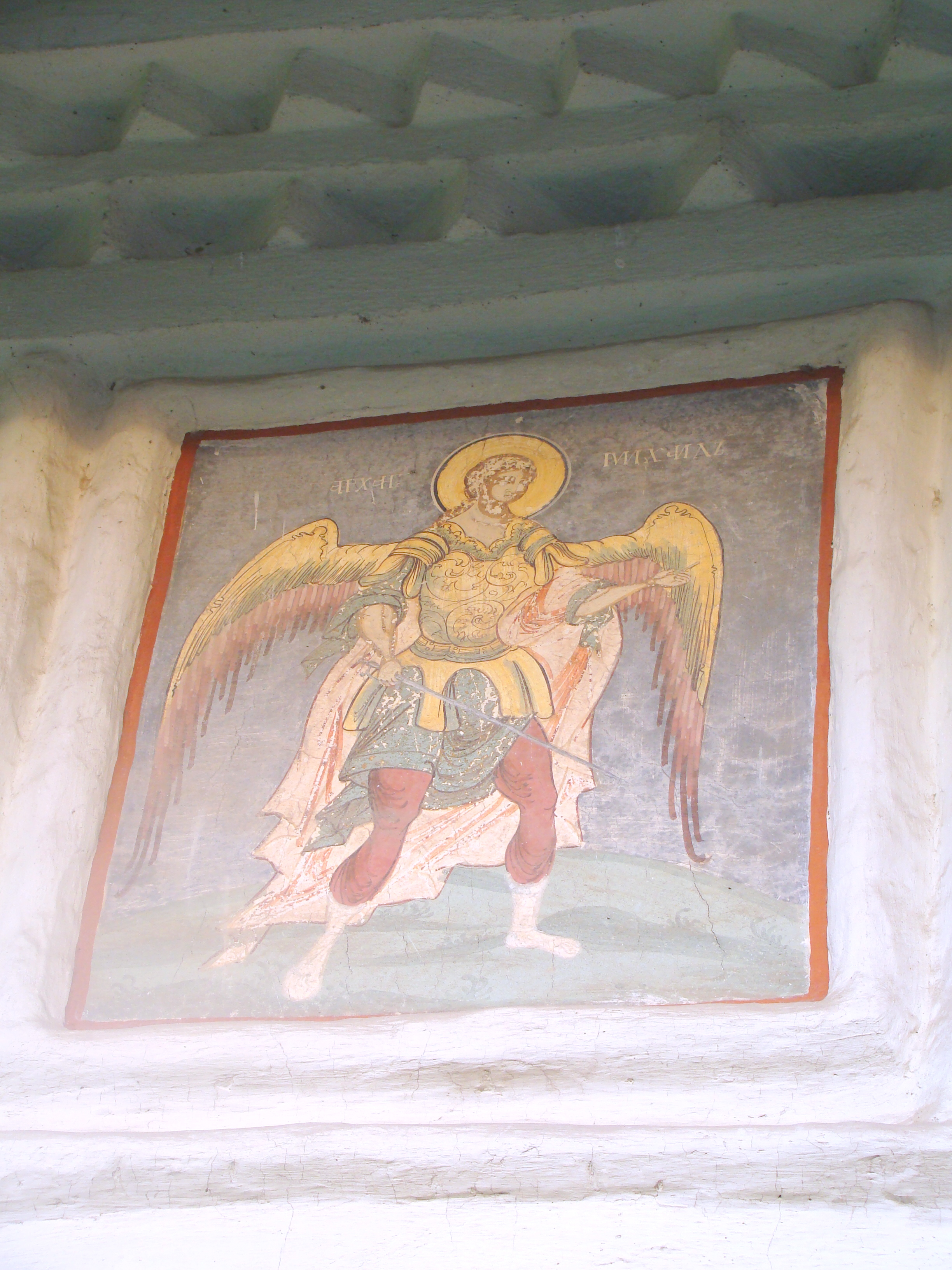
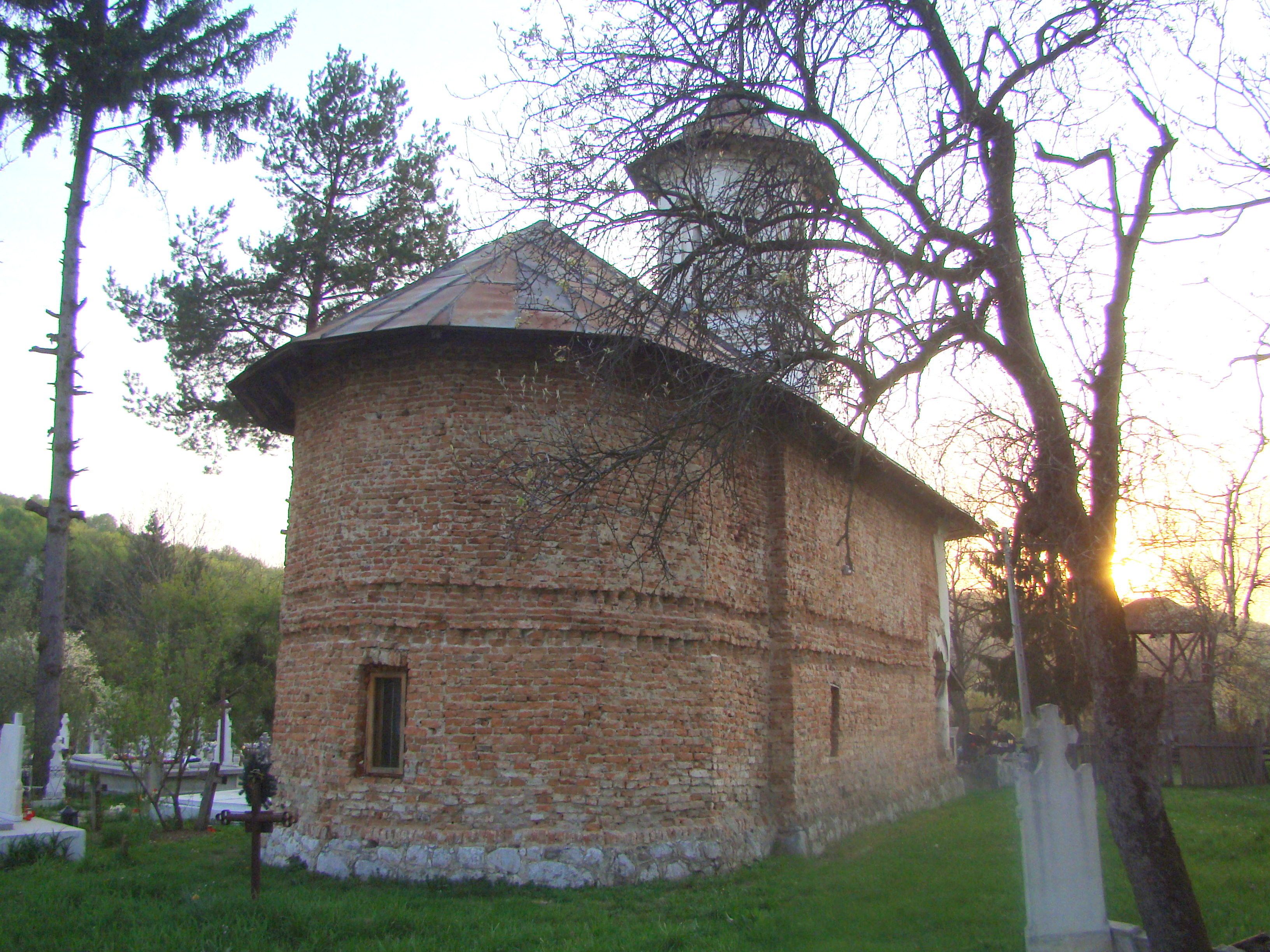
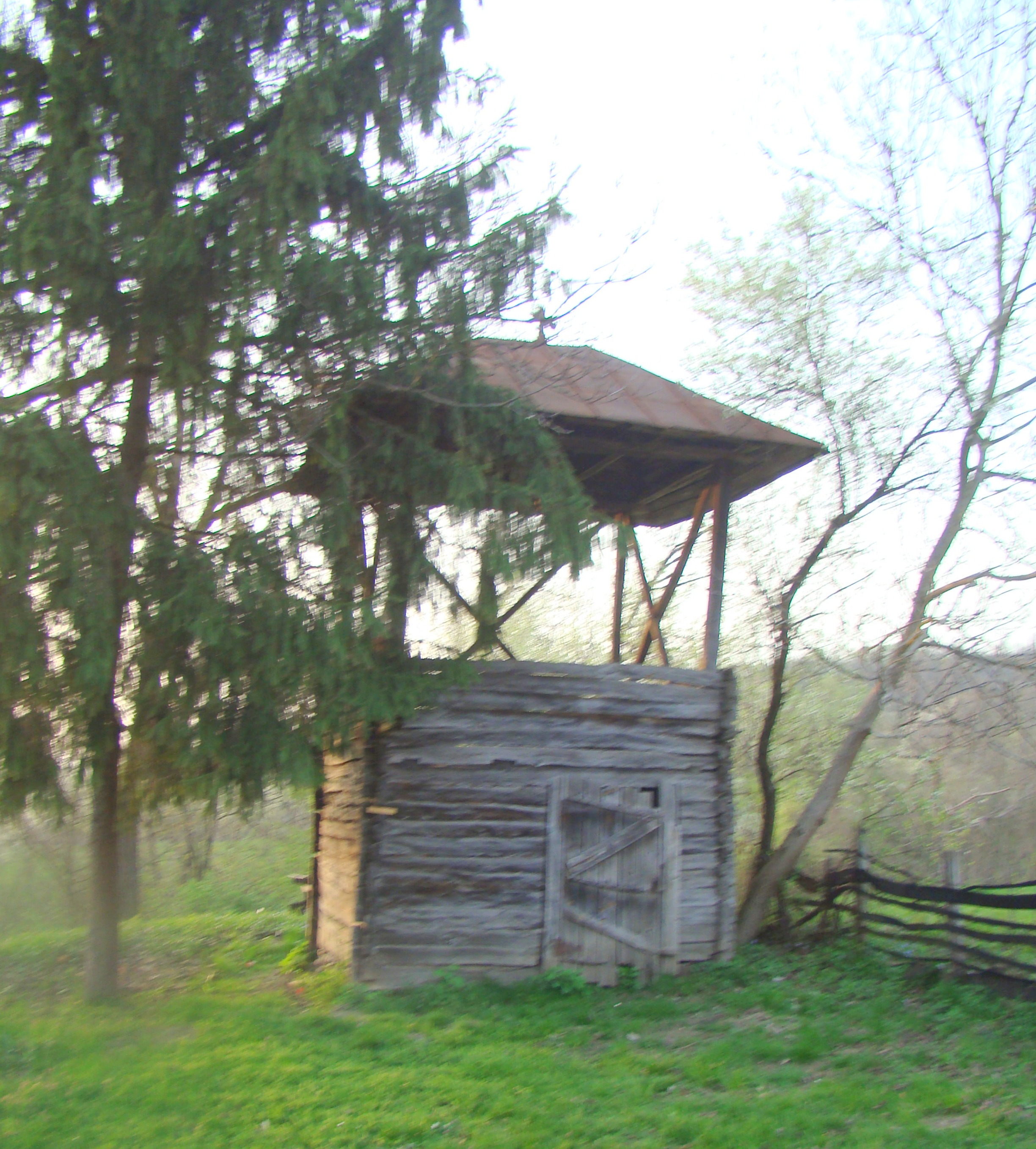
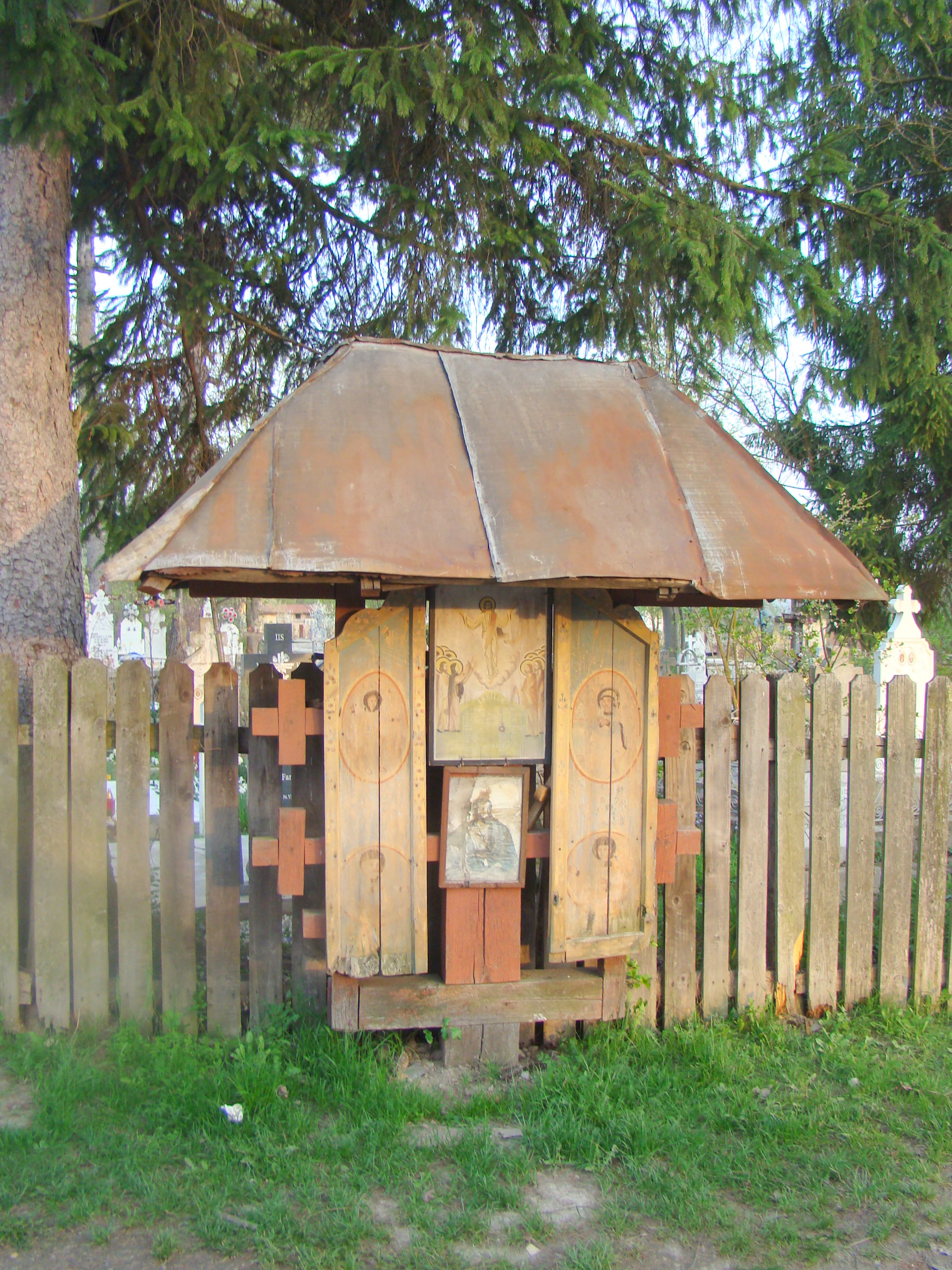
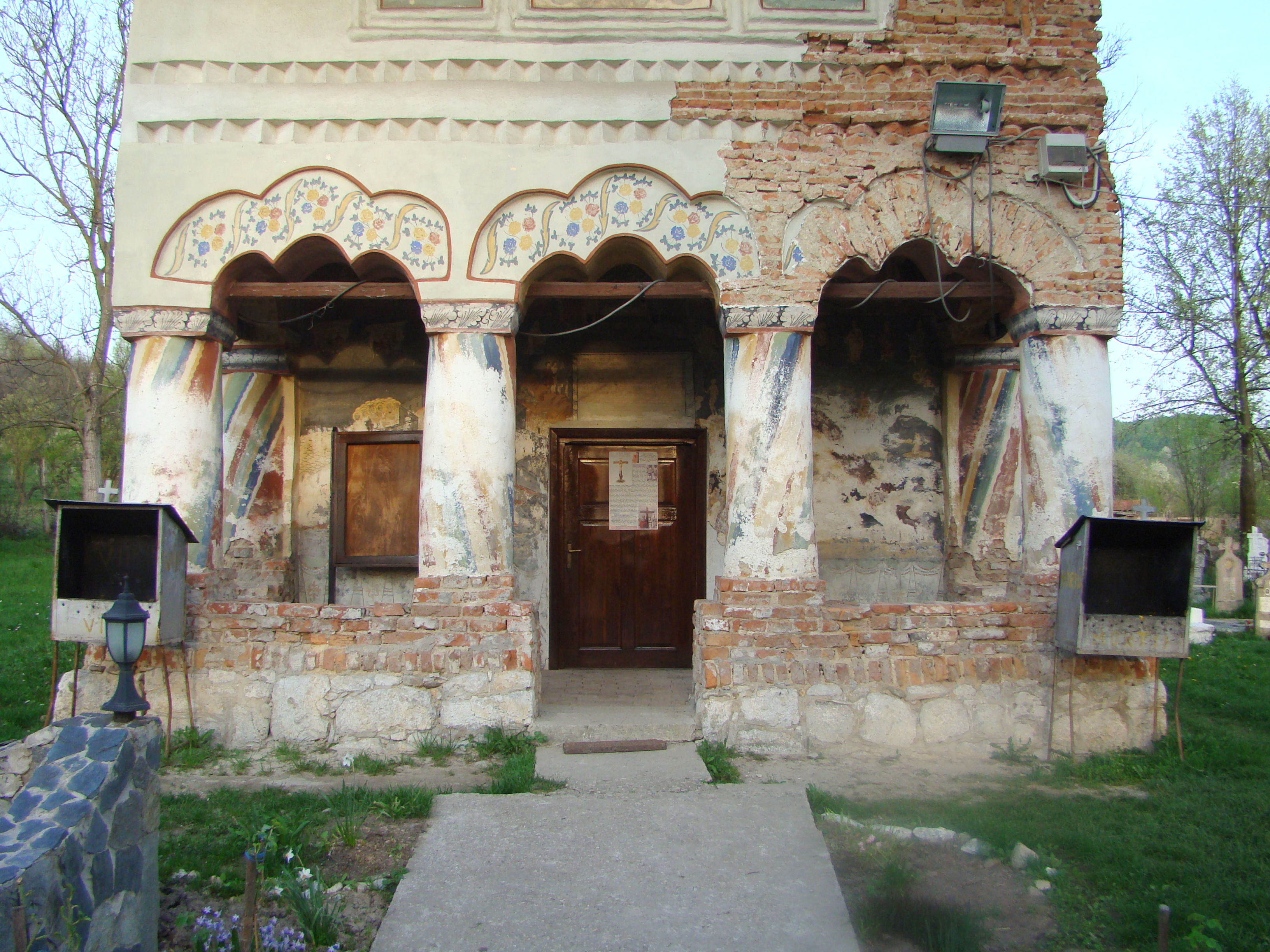
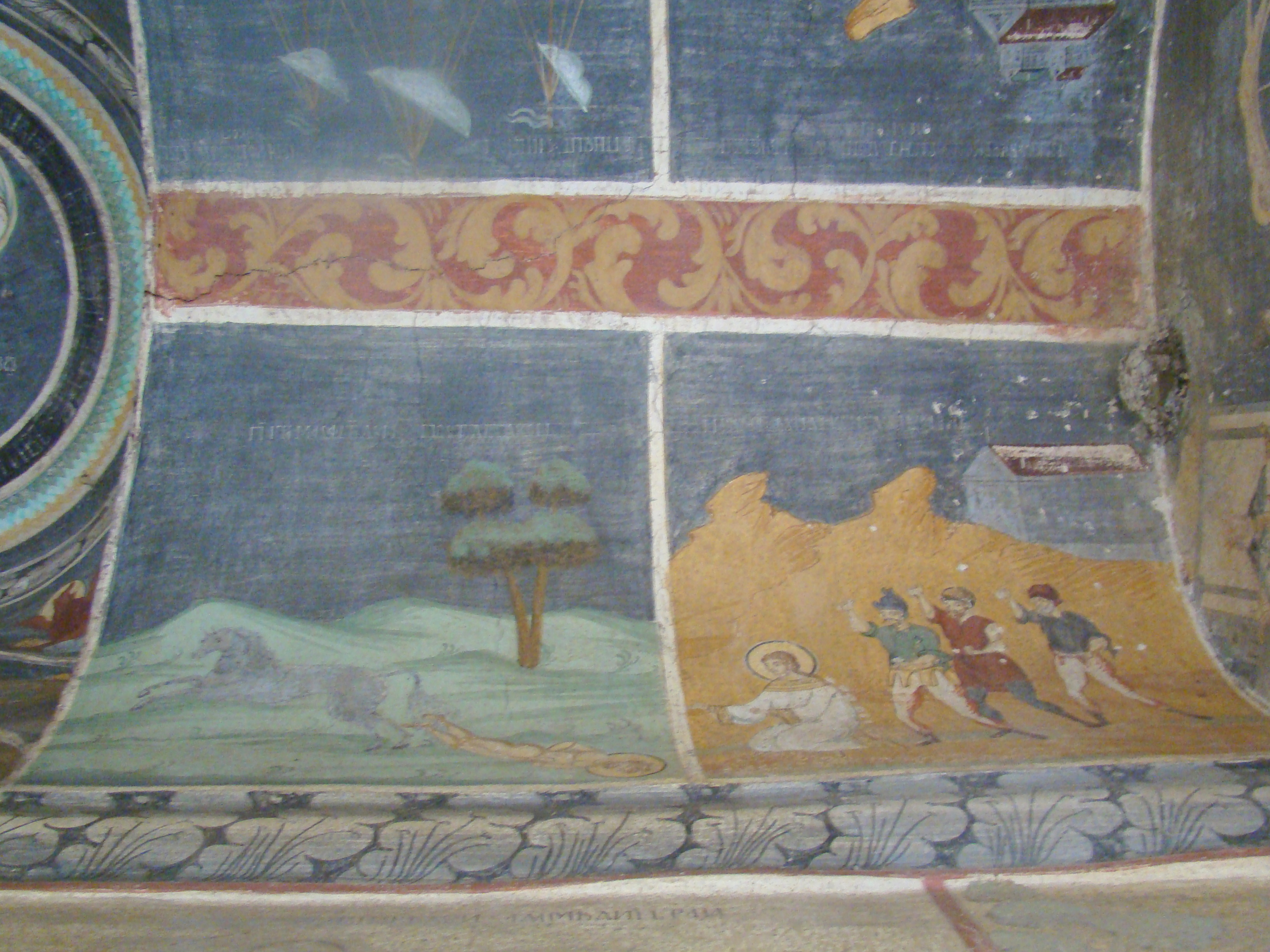
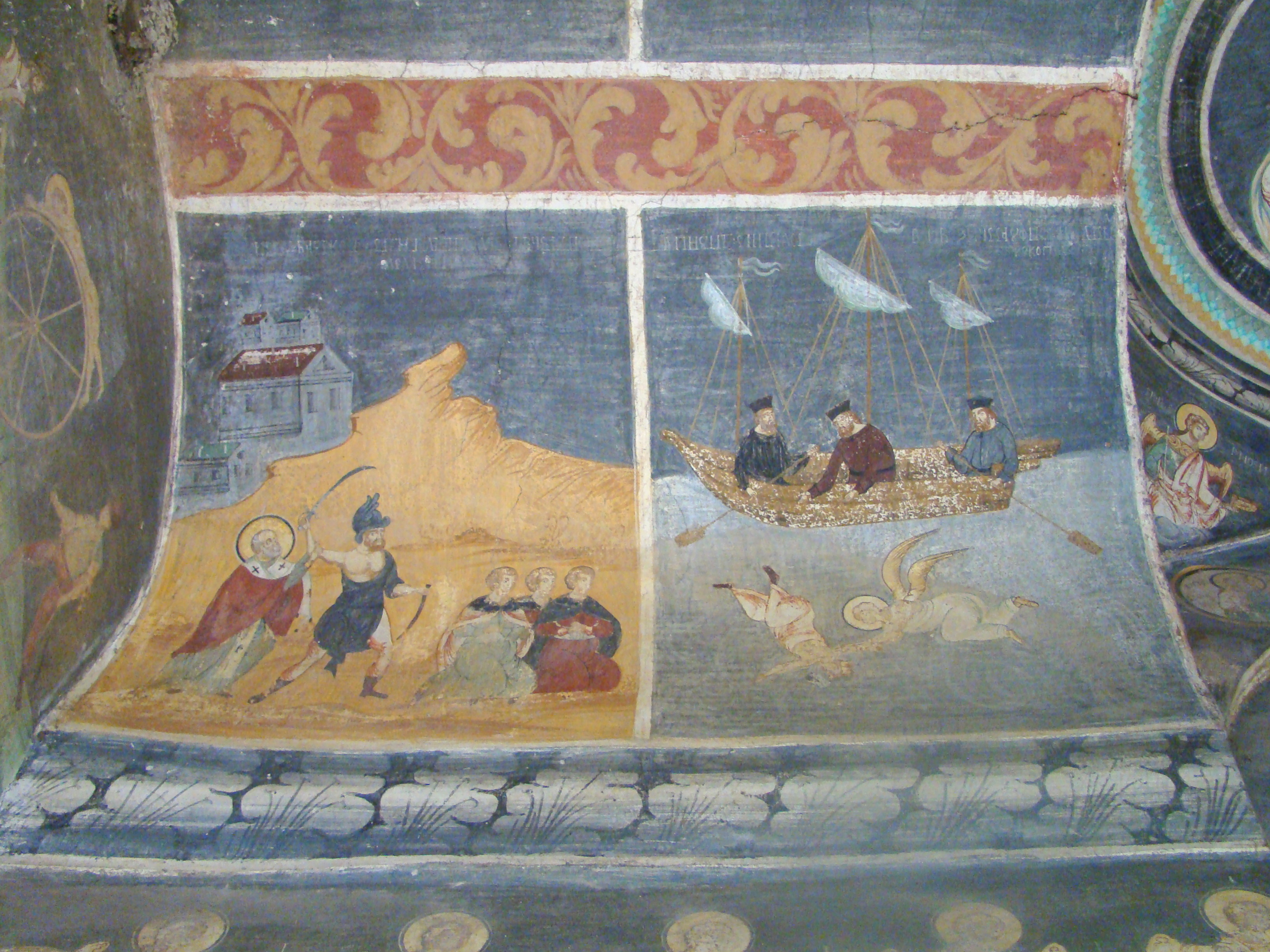
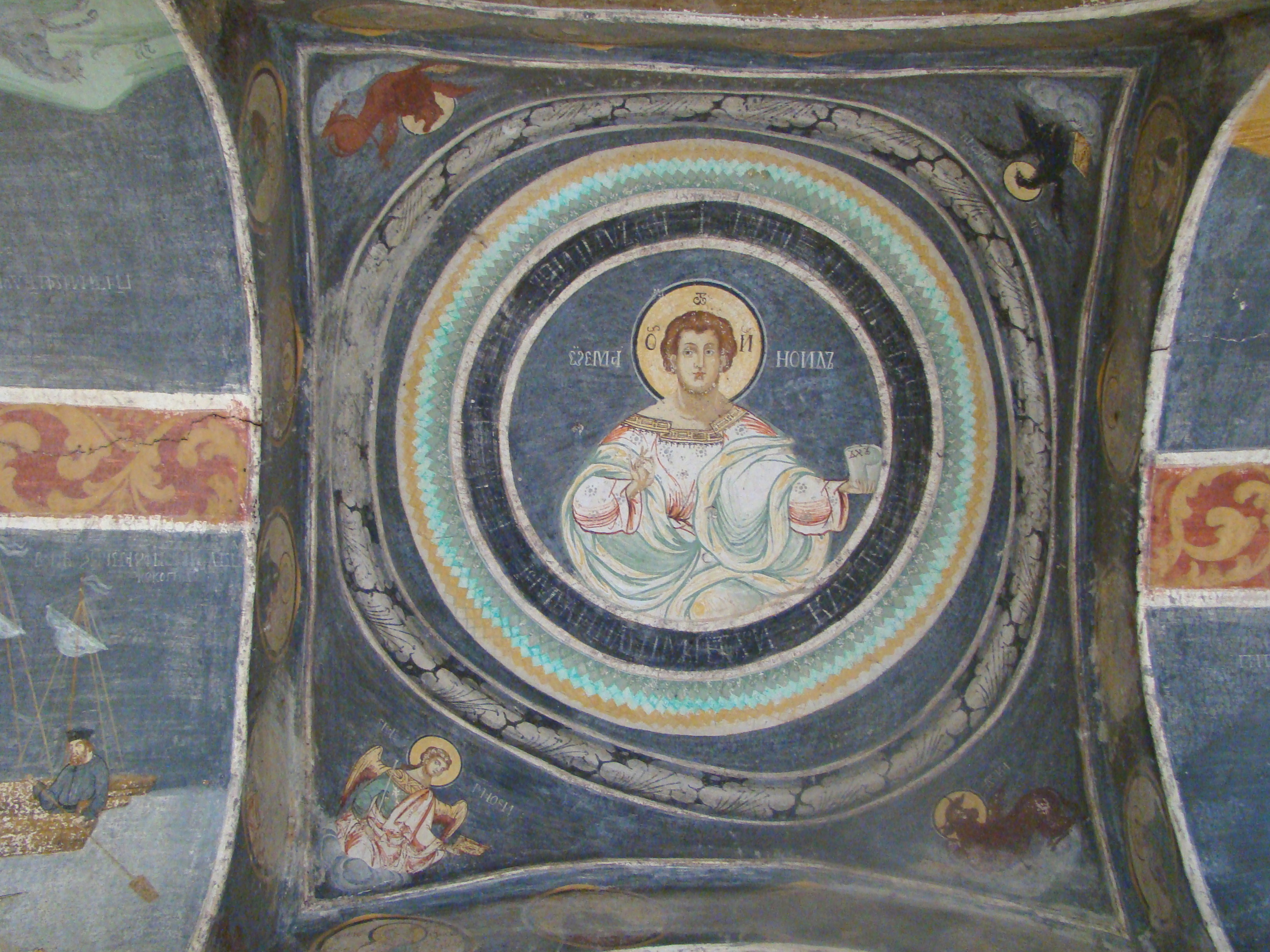
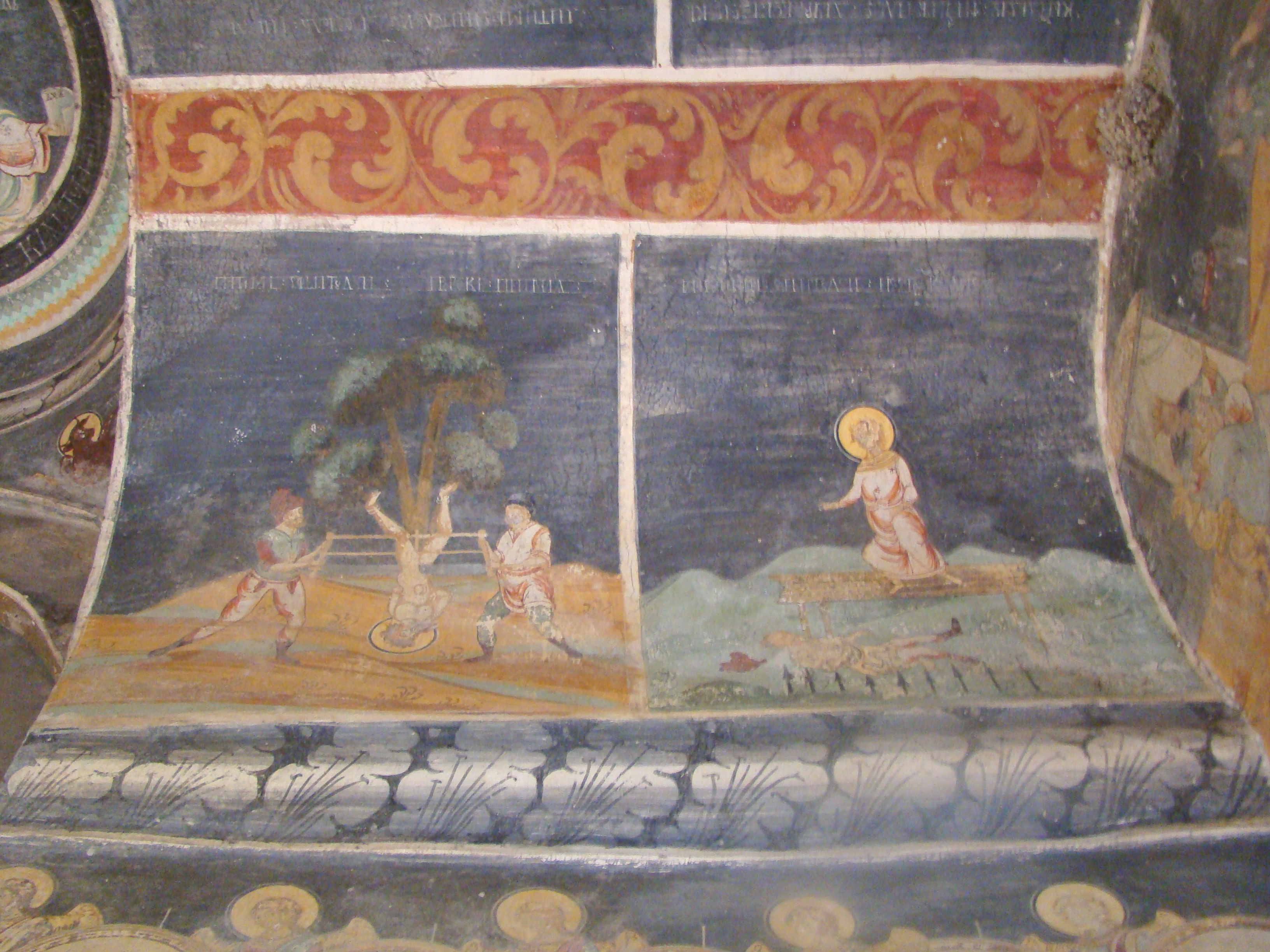
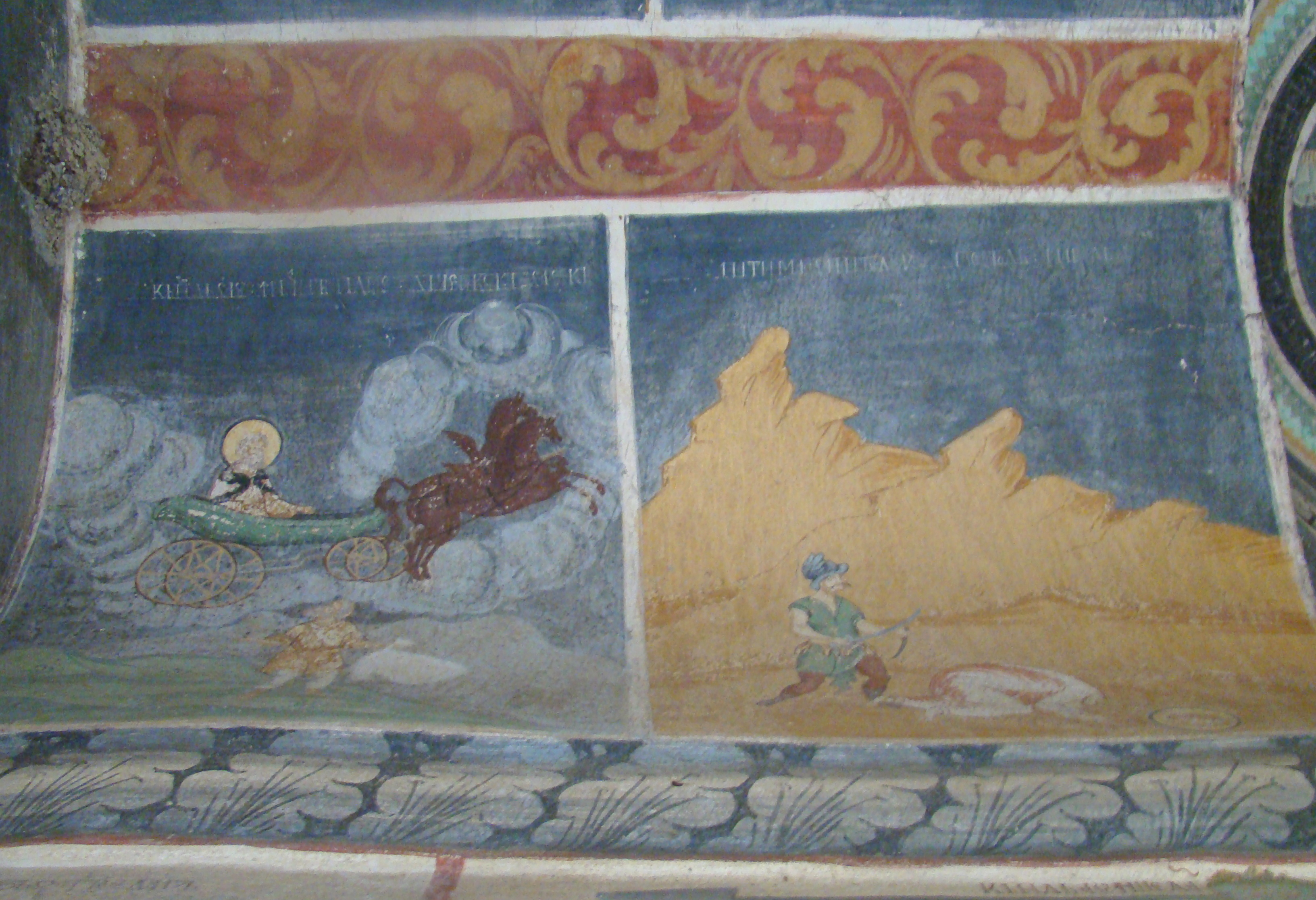
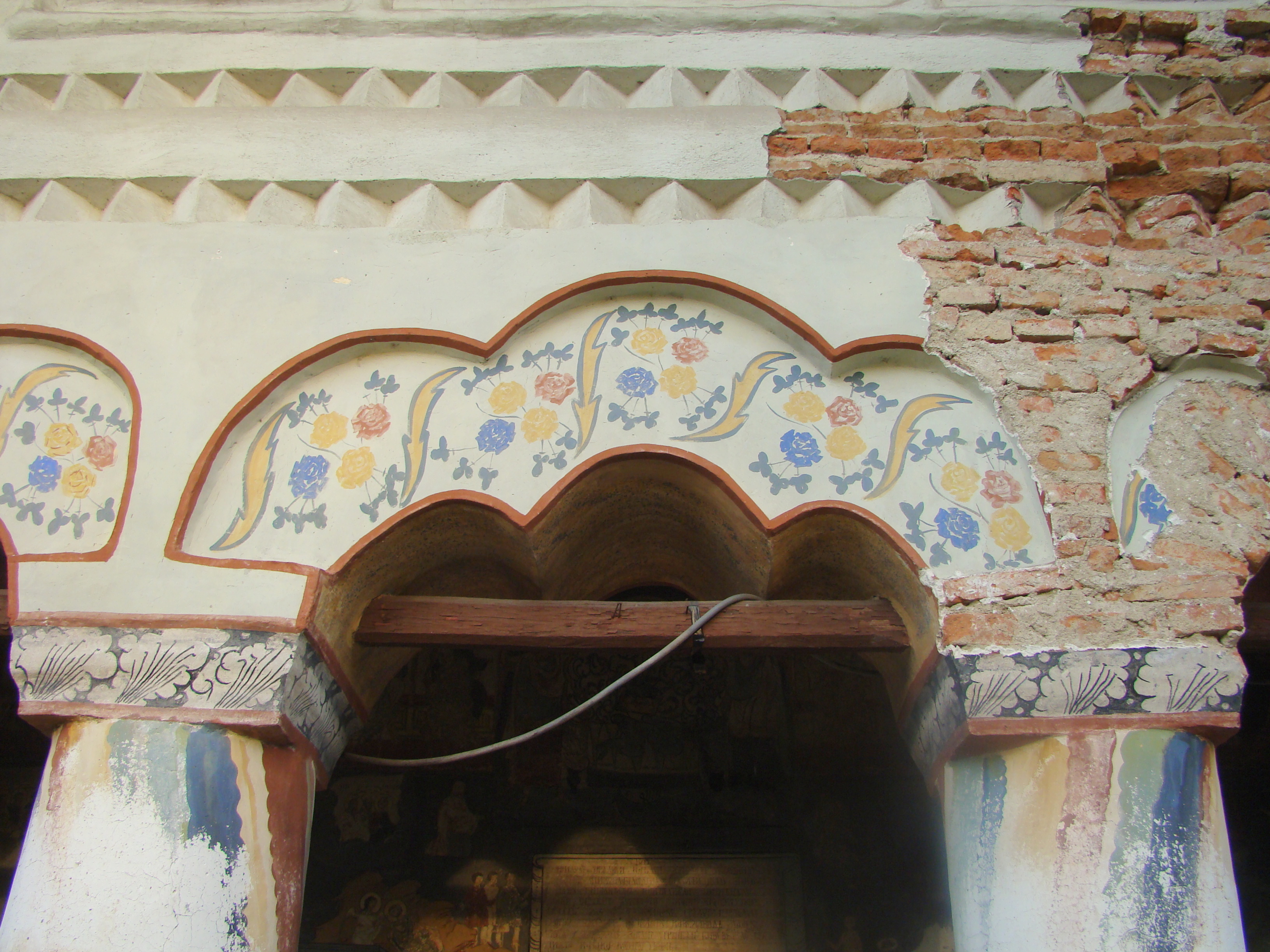
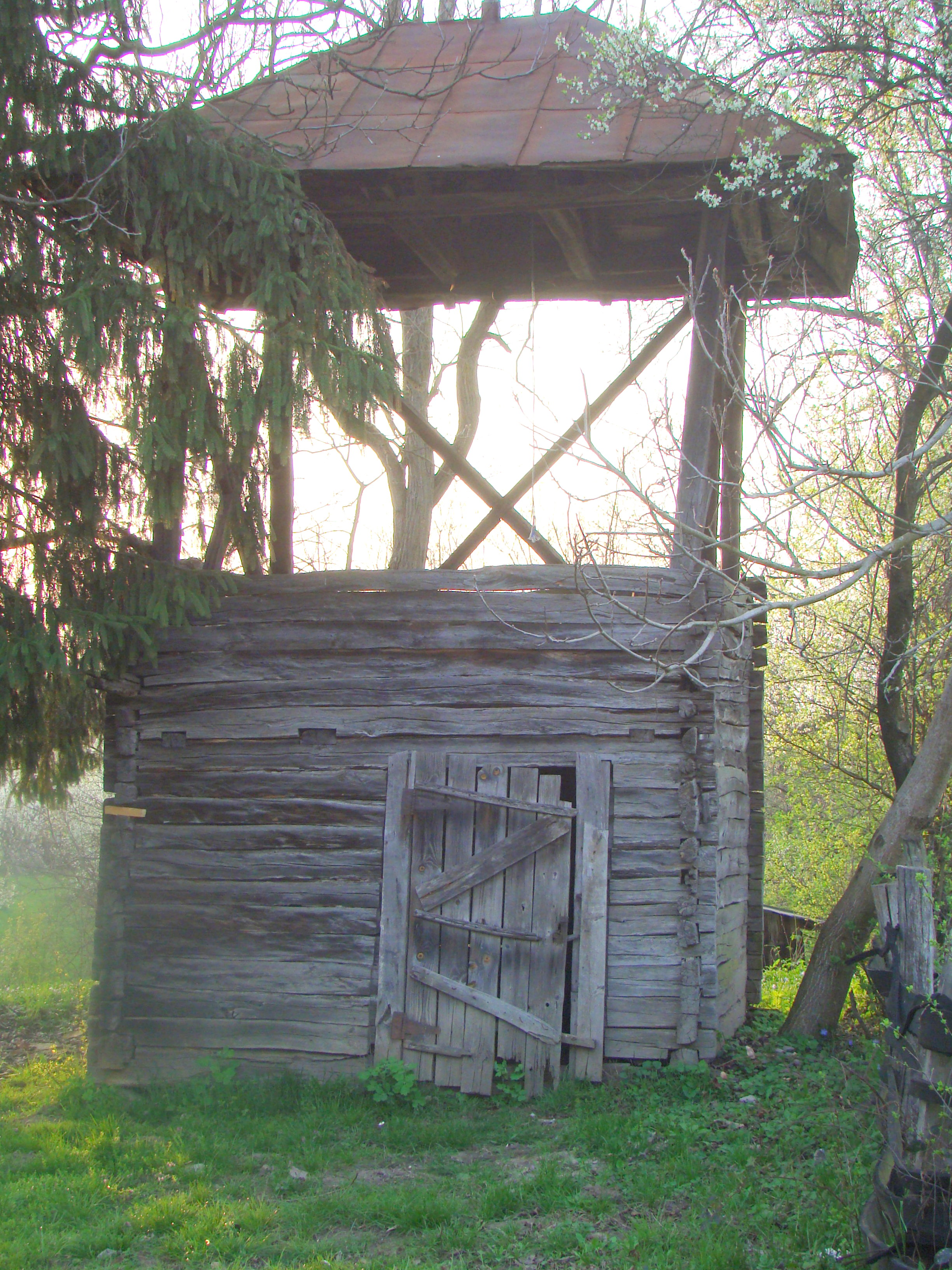
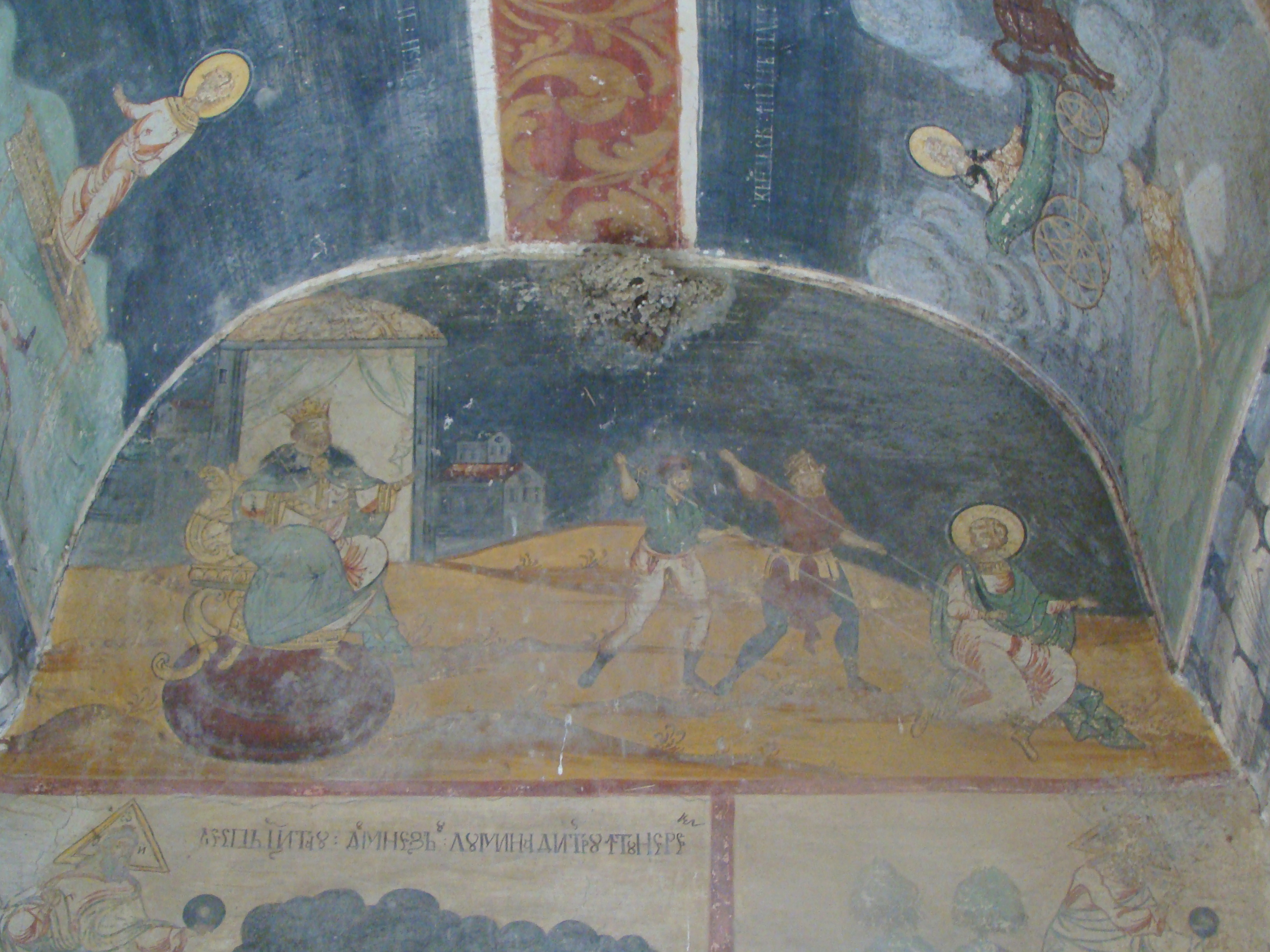
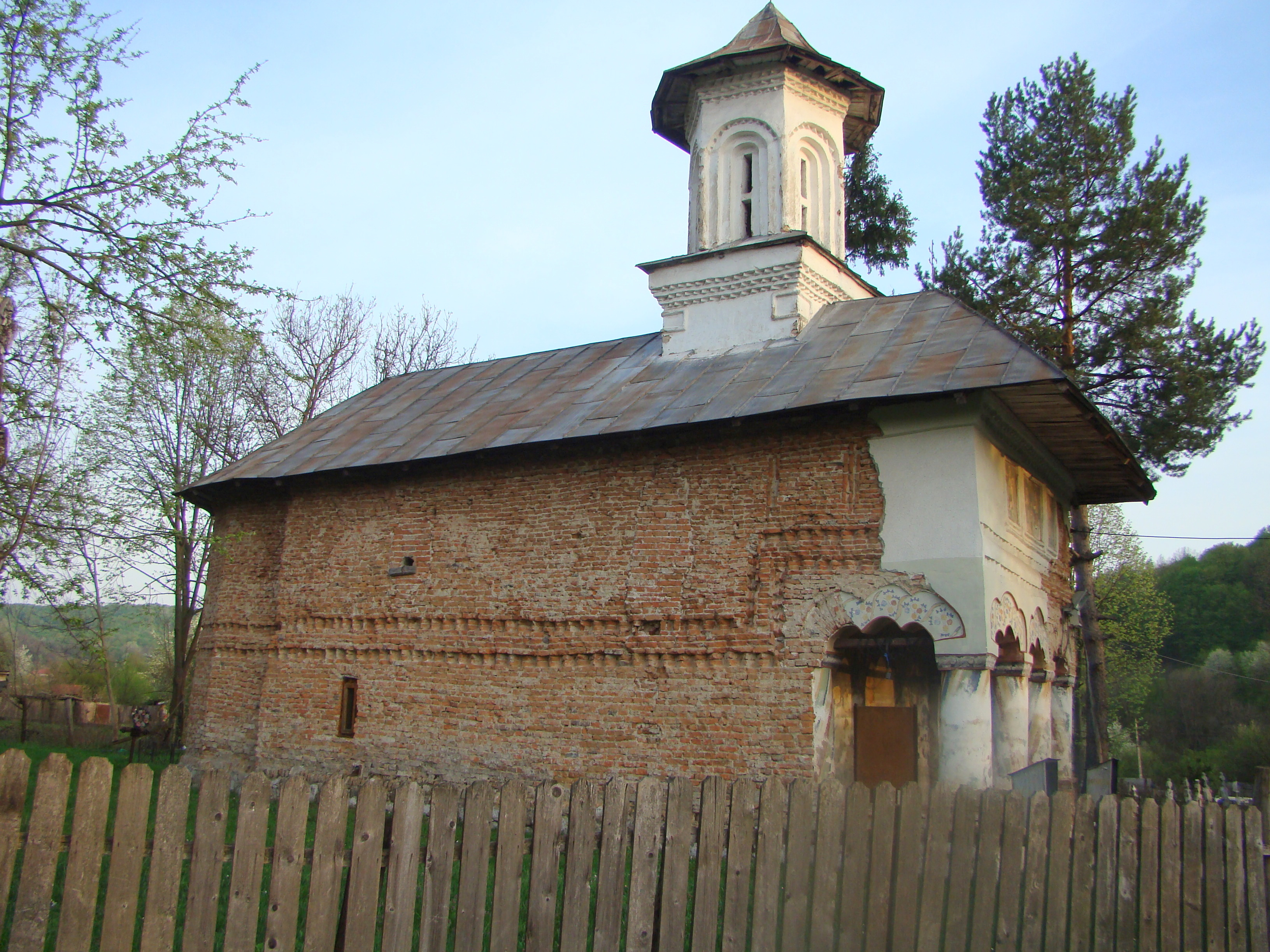
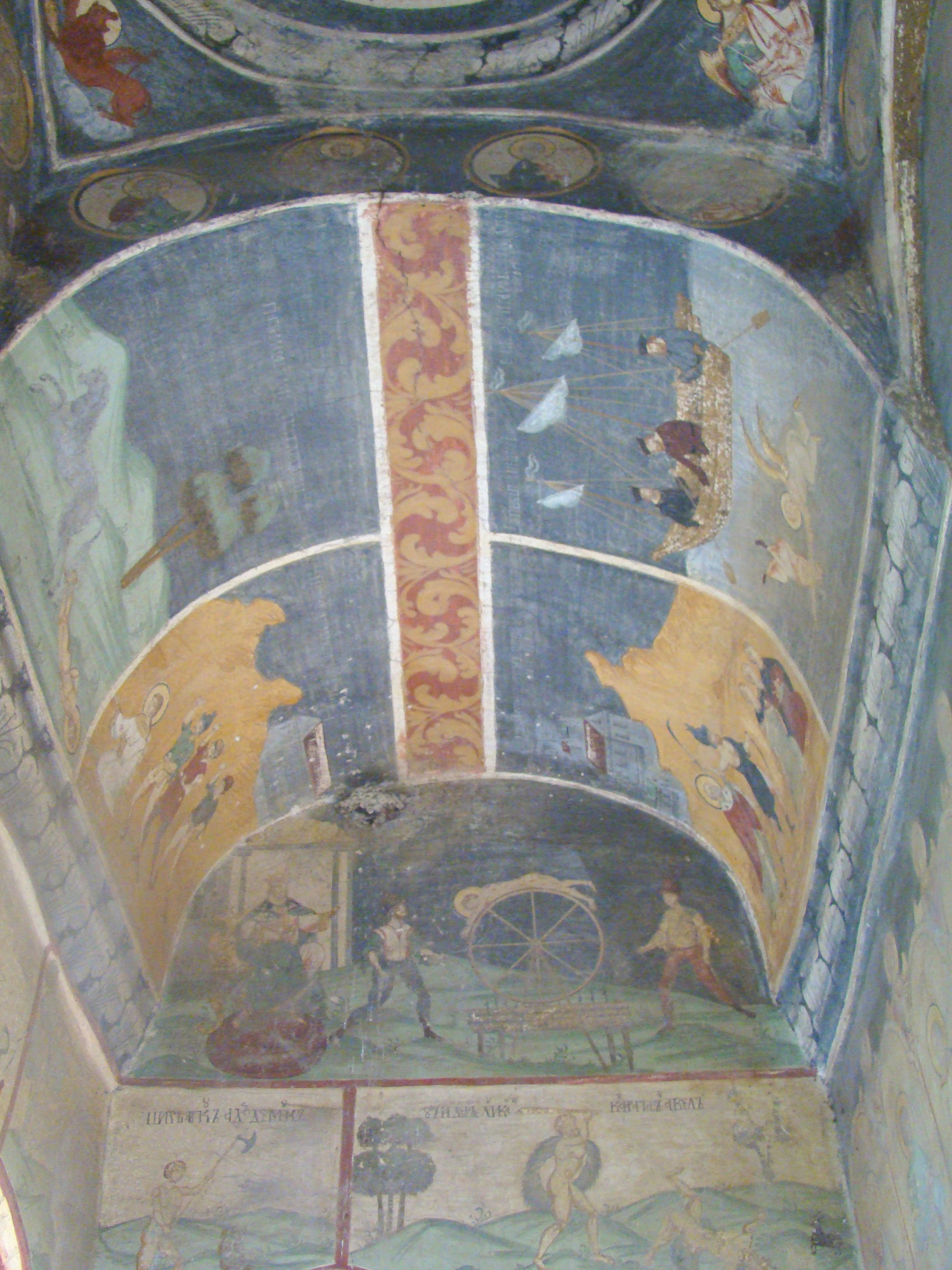
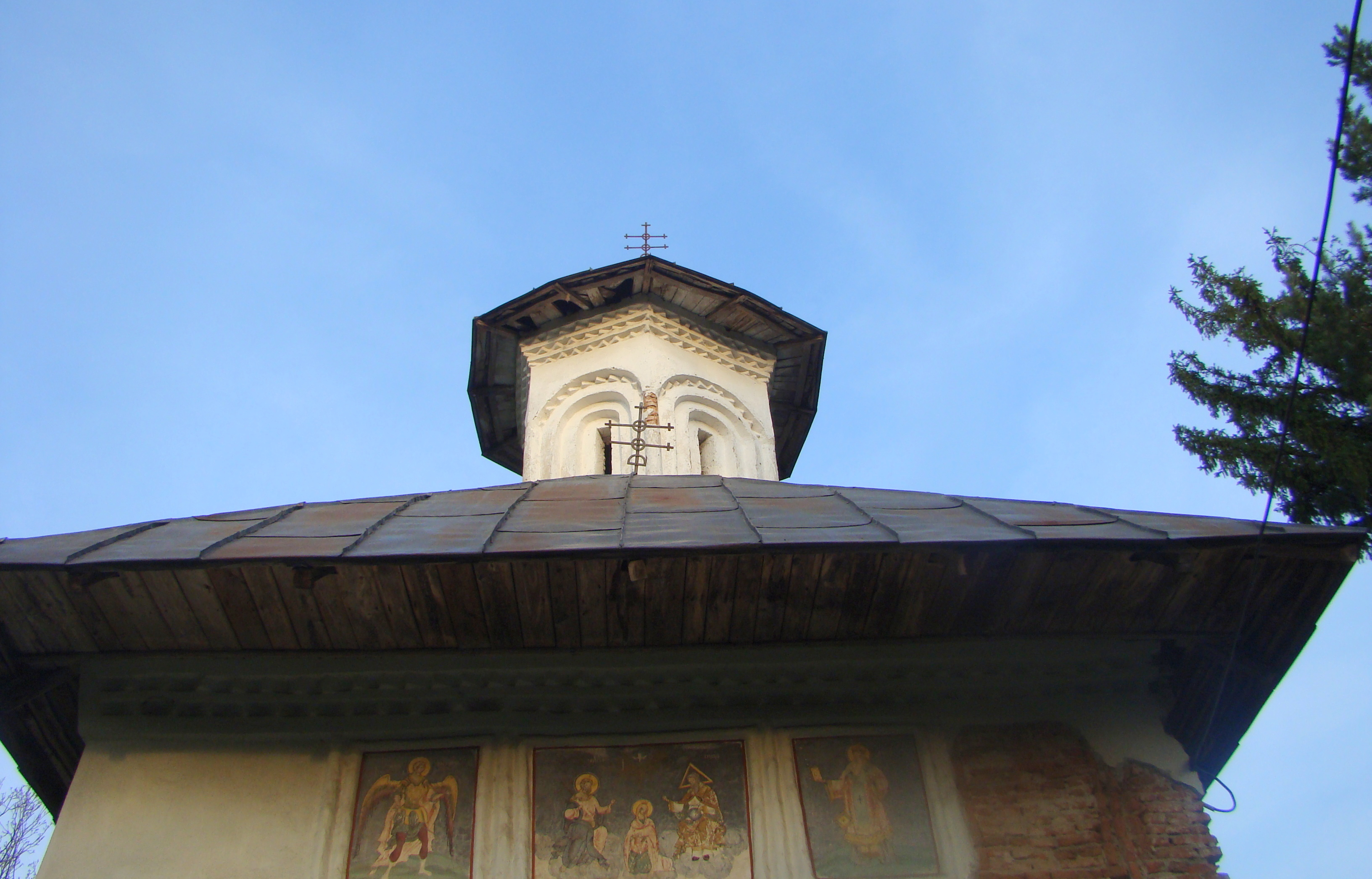
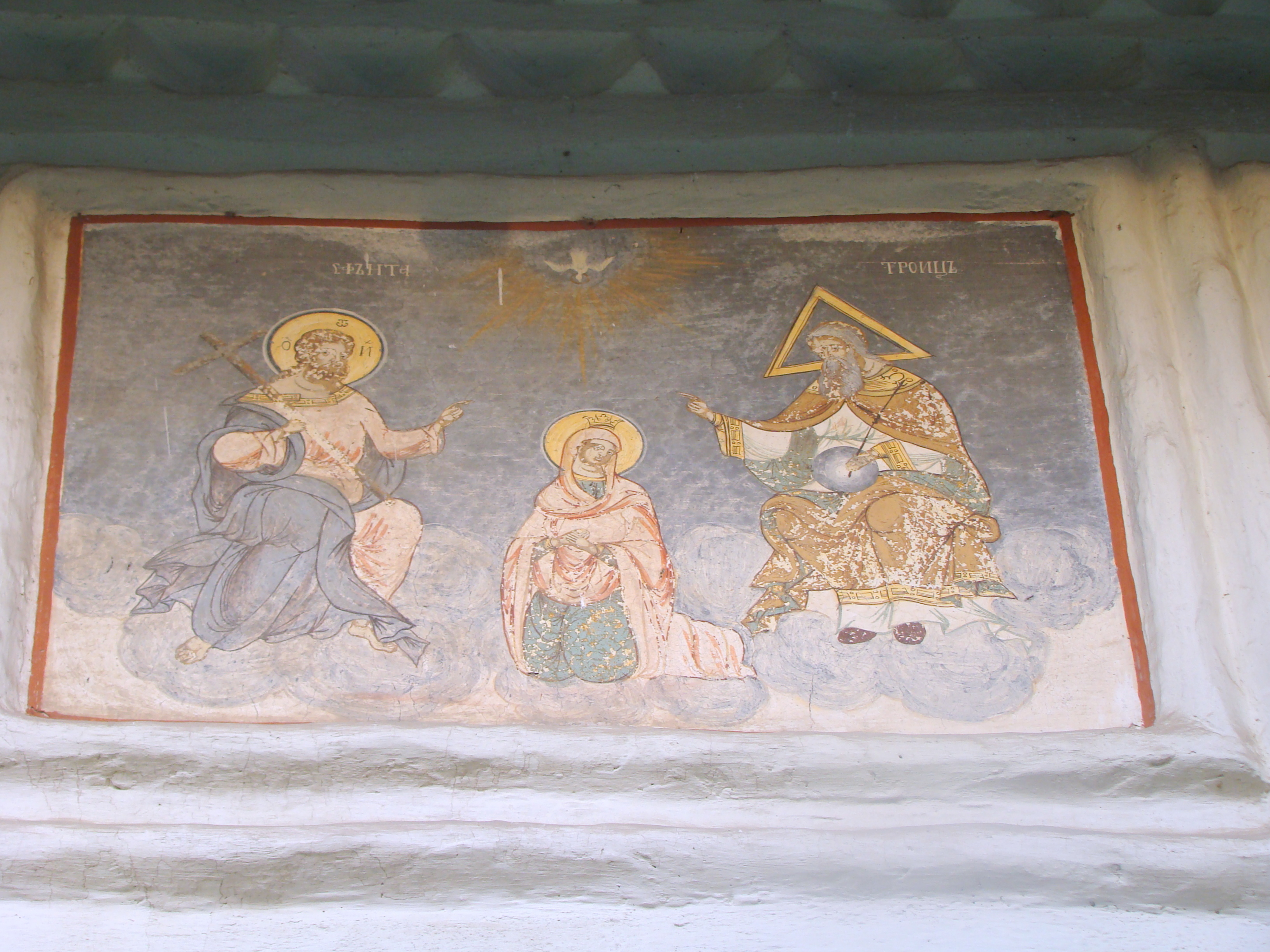
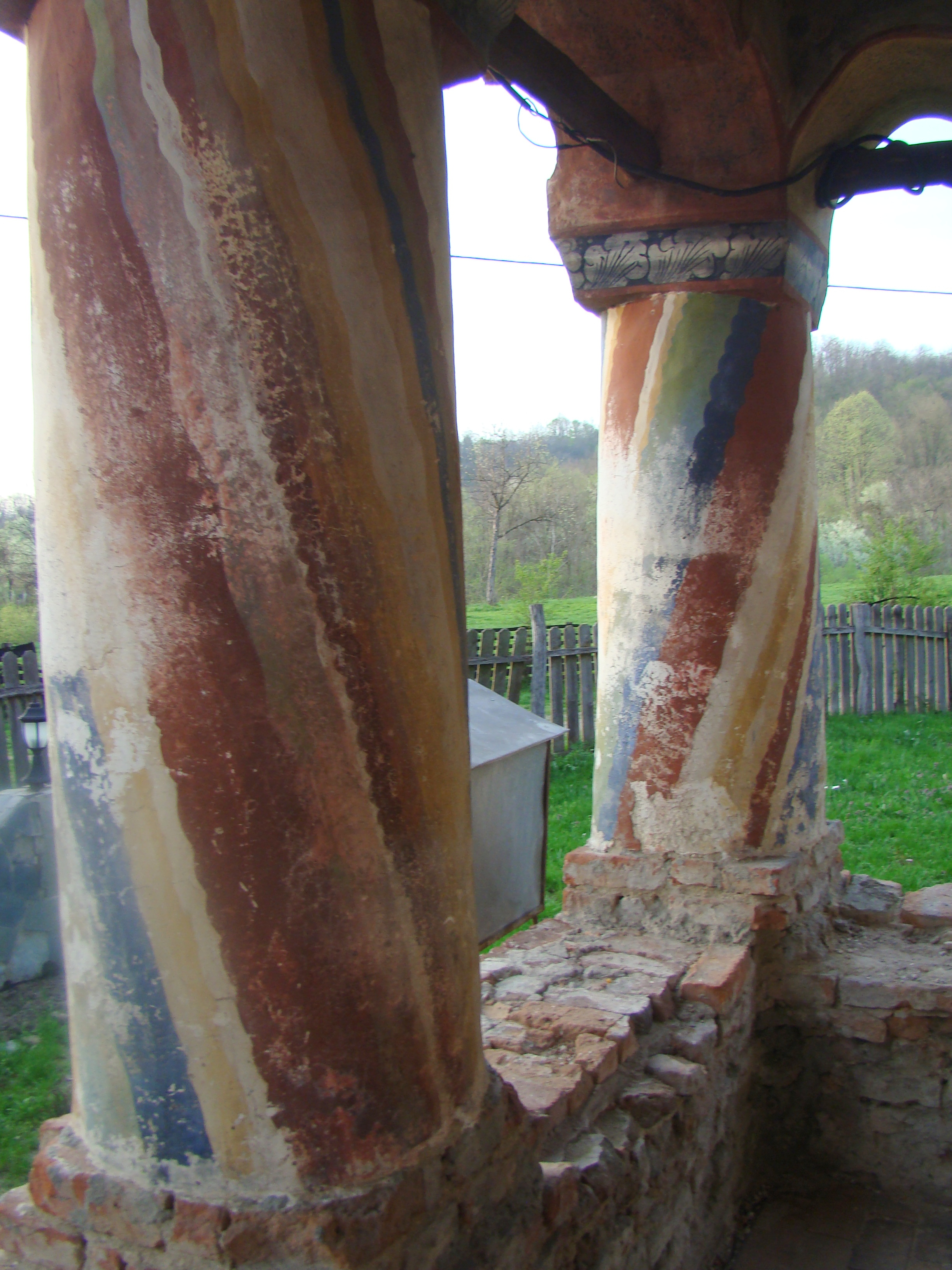
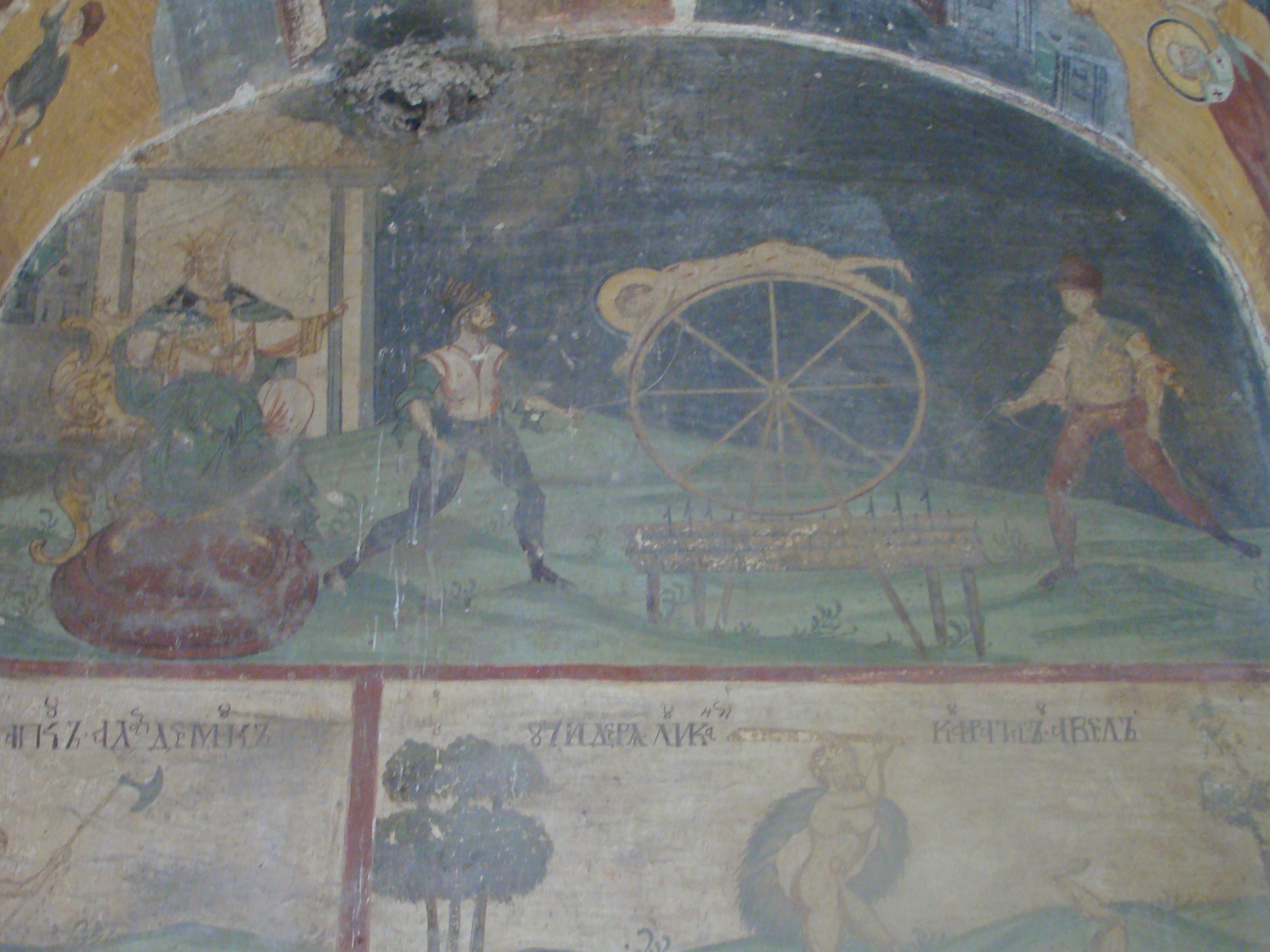
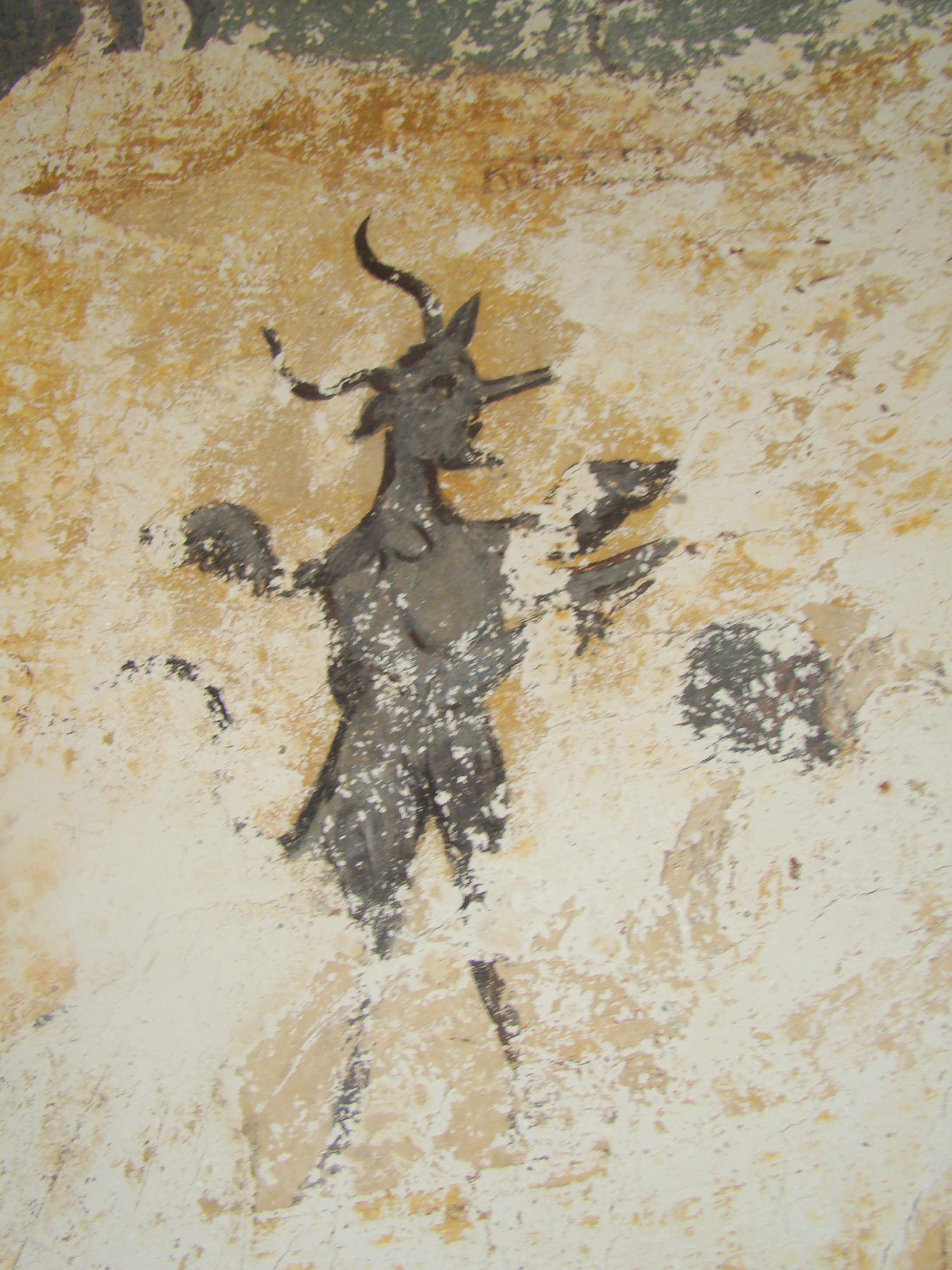
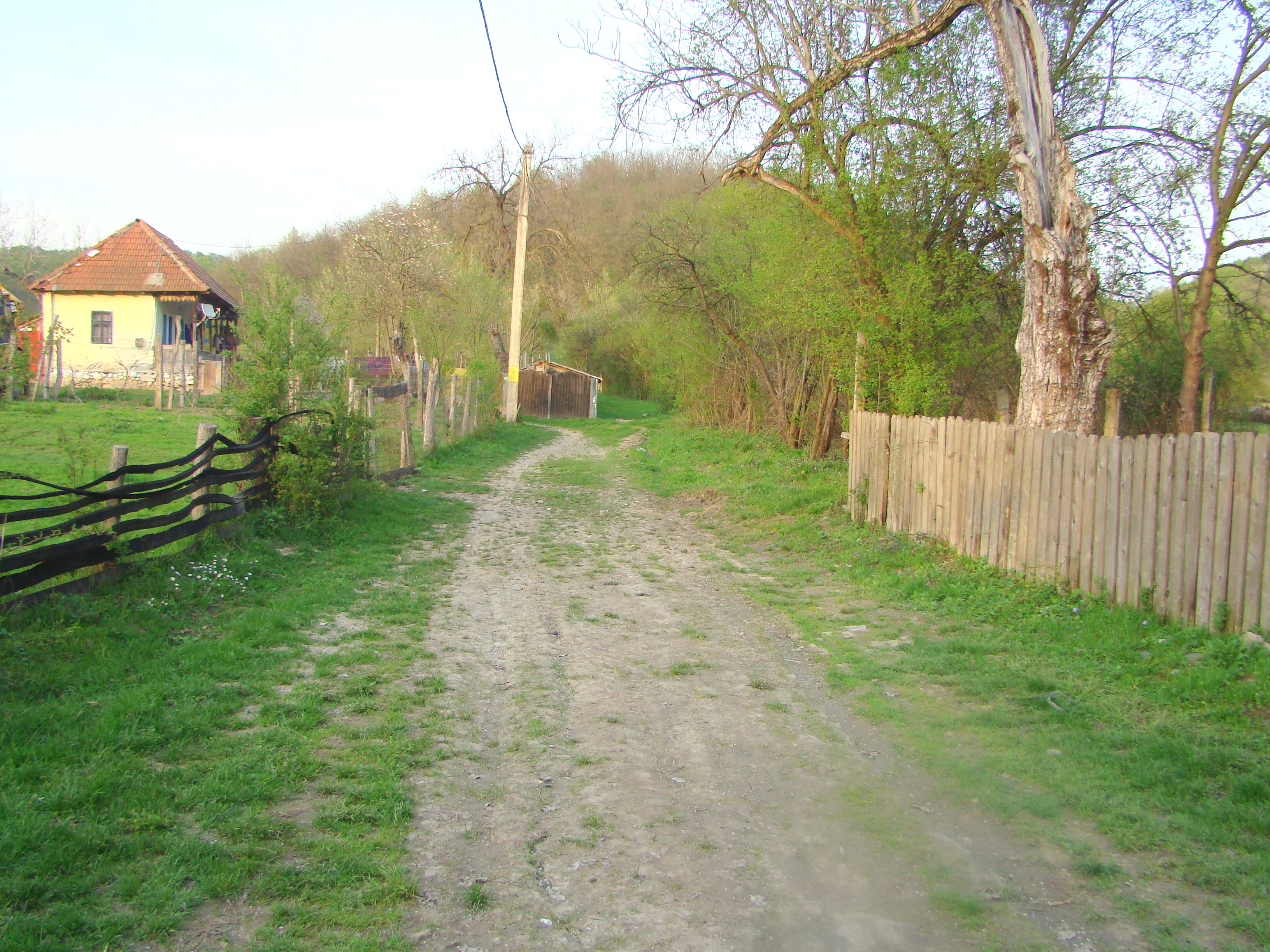